# Grigori Kosîh
Grigori Kosîh (în rusă Григорий Косых; n. 9 februarie 1934, Uralsk, RSFS Rusă, URSS – d. 23 februarie 2012, Moscova, Rusia) a fost un trăgător de tir ce a reprezentat Uniunea Republicilor Sovietice Socialiste, medaliat olimpic. A participat la 3 ediții ale Jocurilor Olimpice (1968, 1972, 1976) în care a câștigat o medalie de aur.